# Fonts baptismaux de Brives-sur-Charente
Les fonts baptismaux de l'église Saint-Étienne à Brives-sur-Charente, une commune du département de la Charente-Maritime dans la région Nouvelle-Aquitaine en France, sont créés au 12e siècle. Les fonts baptismaux en calcaire sont depuis 1922 classés monuments historiques au titre d'objet.

## Description
Cette cuve de forme carrée, monolithe, est unique en Saintonge. Elle est sculptée sur trois côtés. Sur la face principale, Jésus-Christ est entouré de six apôtres et des quatre évangélistes. Sur une autre face, le Christ tient une croix ou un bâton, le long duquel s'efforcent de monter les âmes que les démons tentent de faire tomber aux enfers.